# Сідон (річка)
Сідон (лаос. ຄົງເຊໂດນ Không Xédôn, також Sedon, Sedone, Xedone або Xé Dôn) — річка в провінції Тямпасак, що на півдні Лаосу, ліва притока Меконгу.
У місті Паксе вона впадає в Меконг і перетинається французьким мостом та мостом «Другого грудня». Раз на рік на ній в Паксе відбуваються гонки на човнах-драконах.

## Галерея
|                                                          |
| Панорама міста Паксе з французьким мостом на річці Сідон |

|                                             |
| Панорамний міста Паксе з французького мосту |

|                                                   |
| Хмари над річкою Се Дон з човнами на заході сонця |